# Novak Radonić
Novak Radonić (en serbe cyrillique : Новак Радонић ; né le 13 mars 1826 à Mol – mort le 11 juillet 1890 à Sremska Kamenica) est un peintre et un écrivain serbe. Il a été membre de l'Académie serbe des sciences et des arts. Il est un représentant du courant romantique. En tant que peintre, on lui doit des compositions religieuses, des compositions historiques à valeur allégorique et des portraits,.
Son contact avec les œuvres des artistes de la Renaissance italienne l'a fait douter de son talent et l'a conduit à abandonner son activité de peintre.

## Biographie
La maison natale de Novak Radonić à Mol est aujourd'hui inscrite sur la liste des monuments culturels de grande importance de la république de Serbie (identifiant no SK 1145). Sa tombe a Sremska Kamenica est, avec celle du médecin et poète Jovan Jovanović Zmaj (1833-1904), l'un des deux monuments culturels protégés dans la partie orthodoxe du cimetière de la ville (identifiant no SK 1587),.

## Peinture
Peintures religieuses
- 1861 : l'iconostase et les fresques de l'église de l'Épiphanie de Srbobran[6] ;
- 1874-1875 : l'iconostase de l'église Saint-Nicolas d'Ilandža (en coopération avec Aksentije Marodić)[7],[8].

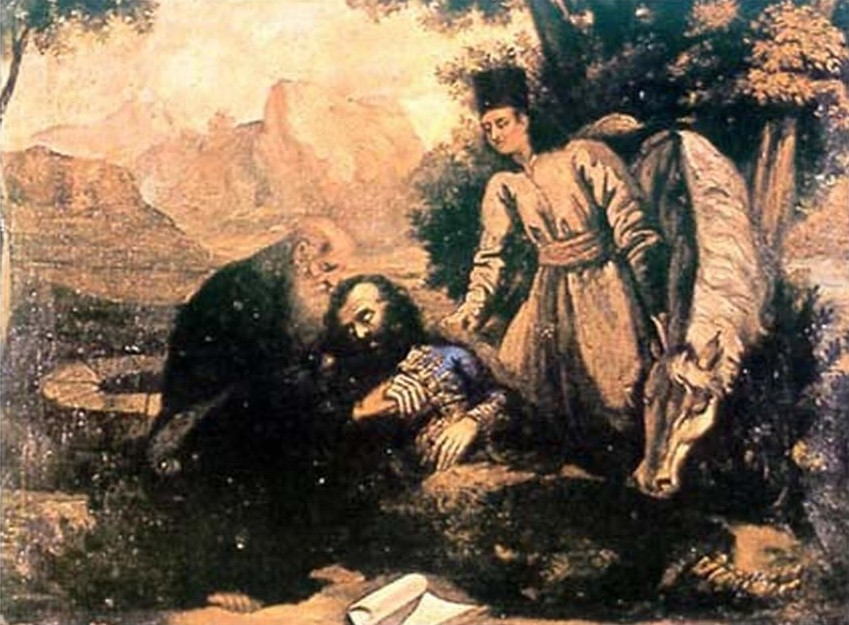
La Mort du prince Marko, 1848

Compositions historiques